# Rombies-et-Marchipont
 Rombies-et-Marchipont  là một xã ở trong tỉnh Nord ở miền bắc nước Pháp. Xã này có diện tích 4,81 km², dân số năm 1999 là 569 người. Xã nằm ở khu vực có độ cao trung bình 50 mét trên mực nước biển.